# Ruxandra Basarab
Ruxandra Basarab (d. 1545) a fost una dintre fiicele domnului Neagoe Basarab și ale soției sale, doamna Despina. A fost căsătorită de două ori: mai întâi cu Radu de la Afumați (decedat în 1529) și apoi cu Radu Paisie (decedat în 1545).

## Fiică de domn
Ruxandra Basarab s-a născut la începutul secolului al XVI-lea, dar data exactă nu este cunoscută. Prin tatăl ei, domnul Țării Românești Neagoe Basarab, ea se trăgea din puternica și influenta familie de boieri a Craioveștilor. Prin mama sa, Despina Milița (sau Elena), ea descindea din dinastia Brancovici a despoților Serbiei.
Neagoe Basarab și Despina Milița au avut șase copii, trei băieți și trei fete. În ordinea vârstei, aceștia au fost: Teodosie, Stana, Petre, Ruxandra, Ion și Anghelina. Dintre băieți, numai Teodosie a supraviețuit morții tatălui său (1521) și i-a succedat vremelnic la domnie, sub tutela mamei sale. După înlăturarea lui de la tron (1522), văduva lui Neagoe Basarab, Despina Milița, s-a refugiat în Transilvania, împreună cu fiicele sale Stana și Ruxandra (Anghelina murise, de asemenea, înainte de 1519).
S-a instalat la Sibiu, sub ocrotirea „vărului” ei, regele Ludovic al II-lea al Ungariei și Boemiei, și a voievodului Ioan Zapolya. Acolo s-a dedicat creșterii celor două domnițe și aranjamentelor pentru a le asigura o căsătorie pe măsura rangului lor.

## Soție de domni

### Soția lui Radu de la Afumați
După Teodosie, fratele detronat și ucis al Ruxandrei, în urma unei perioade de lupte interne între facțiunile rivale, domn al Țării Românești a devenit Radu de la Afumați, din familia lui Vlad Călugărul și Radu cel Mare. Acesta era căsătorit cu Voica, fiica vornicului Vlaicu din Bucșani, cu care a avut mai mulți copii: un băiat, Vlad (ucis și el mai târziu împreună cu tatăl său) și probabil două fete, Anca și Neacșa. În noiembrie 1525, doamna Voica, prima soție a lui Radu de la Afumați, a murit de apoplexie, iar domnul a hotărât să se recăsătorească.
Alegerea lui a căzut asupra Ruxandrei Basarab, din motive politice: el devenea astfel rudă cu familia Craioveștilor, care l-a sprijinit apoi în mod constant la domnie. În schimb, această alegere i-a atras dușmănia lui Ștefăniță, domnul Moldovei, care râvnea și el mâna aceleiași domnițe. Pentru mulți istorici din trecut, această neînțelegere a condus la un gen de „război troian” al poporului român, în care doi domni vecini s-au înfruntat între ei pentru mâna unei „preafrumoase domnițe”. După Constantin Rezachevici, ea a fost mama lui Radu Ilie Haidăul.

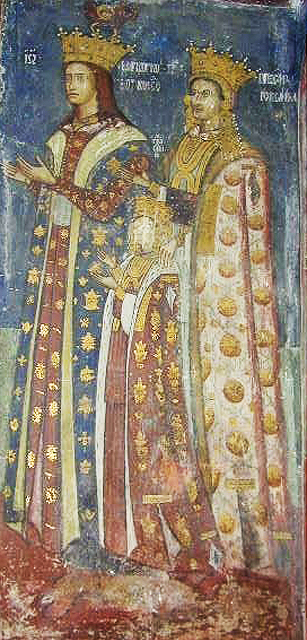
Ruxandra cu fiul ei vitreg, Marcu (fiul lui Radu Paisie) și cu fiica lui, Zamfira, mănăstirea Cozia.

### Soția lui Radu Paisie
Ea sa căsătorit cu Paisie în 1541 și n-au avut urmași